# Међународно графичко триенале Битољ - МГТ Битољ
Међународно графичко триенале Битољ - МГТ Битољ -  је међународни догађај, посвећен савременој графичкој уметности, који се одржава сваке треће године,.Уметнички директор је Владо Ђорески
Међународно графичко триенале Битољ - МГТ Битољ је невладина и непрофитна организација.

## Историја
Међународно графичко триенале Битољ - МГТ Битољ, основано је 1994. године у граду Битољ, Северна Македонија.
До 2018. године одржано је 9 међународних изложби, а потом објављени су опсежни  каталози,,,,.
| Година                                             | Број учесника | Број земаља учесница | Каталог |
| 1994 - Прво међународно графичко триенале Битољ    | 407           | 54                   | број страна: 416; формат: 210 Х 230 мм; штампан у црно-белој боји; предговор Борис Петковски, уметничко решење каталога и постера Константин Танчев - Динка |
| 1997 - Друго међународно графичко триенале Битољ   | 628           | 73                   | број страна: 195; формат: 210 Х 290 мм; штампано у боји; предговор Лилјана Христова, уметничко решење каталога и постера Константин Танчев - Динка          |
| 2000 - Треће међународно графичко триенале Битољ   | 426           | 62                   | број страна: 240; формат: 220 Х 200 мм; штампан у боји; предговор Владо Ђорески, уметничко решење каталога и постера Владо Ђорески, Христо Бојаџиев .       |
| 2003 - Четврто међународно графичко триенале Битољ | 546           | 70                   | број страна: 252; формат: 220 Х 200 мм; штампан у боји; предговор Владо Ђорески, уметничко решење каталога и постера Владо Ђорески, Христо Бојаџиев .       |
| 2006 - Пето међународно графичко триенале Битољ    | 572           | 62                   | број страна: 228; формат: 220 Х 200 мм; штампан у боји; предговор Владо Ђорески, уметничко решење каталога и постера Владо Ђорески, Христо Бојаџиев .       |
| 2009 - Шесто међународно графичко триенале Битољ   | 750           | 49                   | број страна: 358; формат: 220 Х 200 мм; штампан у боји; предговор Владо Ђорески, уметничко решење каталога и постера Владо Ђорески.                         |
| 2012 - Седмо међународно графичко триенале Битољ   | 750           | 64                   | број страна: 349; формат: 220 Х 200 мм; штампан у боји; предговор Владо Ђорески, уметничко решење каталога и постера Владо Ђорески.                         |
| 2015 - Осмо међународно графичко триенале Битољ    | 910           | 92                   | број страна: 472; формат: 220 Х 200 мм; штампан у боји; предговор Владо Ђорески, уметничко решење каталога и постера Тодор Ђорески.                         |
| 2018 - Девето међународно графичко триенале Битољ  | 1200          | 156                  | број страна: 1001; формат: 220 Х 200 мм; штампан у боји; предговор Владо Ђорески, уметничко решење каталога и постера Тодор Ђорески.                        |

Од 1994. године до данас, њен уметнички руководилац је Владо Ђорески.

### Пропратни манифестации и награди
| Година                                             | Пропратни манифестации и награди                             | Репродукции        |
| 1994 - Прво међународно графичко триенале Битољ    | Самостална изложба Бернар Бифе, Француска                    | [ 21 ]             |
| 1997 - Друго Међународно графичко триенале Битољ   | Велика награда и самостална изложба Богдан Борчич, Словенија | [ 22 ]             |
| 2000 - Треће међународно графичко триенале Битољ   | Велика награда Mира Бочниович, Пољска                        | [ тражи се извор ] |
| 2003 - Четврто међународно графичко триенале Битољ | Велика награда Паоло Чампини, Италија                        | [ 23 ]             |
| 2003 - Пето међународно графичко триенале Битољ    | Самостална изложба Масахиро Фукуда, Јапан                    | [ тражи се извор ] |
| 2006 - Пето међународно графичко триенале Битољ    | Самостална изложба Морис Пастернак, Белгија                  | [ 24 ]             |
| 2006 - Пето међународно графичко триенале Битољ    | Самостална изложба Леонардо Готлиб, Аргентина                | [ 25 ]             |
| 2006 - Пето међународно графичко триенале Битољ    | Једнака награда - Битољ Алисија Дијаз Риналди, Аргентина     | [ 26 ]             |
| 2009 - Шесто међународно графичко триенале Битољ   | Велика награда Томојо Учида, Јапан                           | [ 27 ]             |
| 2012 - Седмо међународно графичко триенале Битољ   | Велика награда Агата Гертчен, Пољска                         | [ 28 ]             |
| 2012 - Седмо међународно графичко триенале Битољ   | Самостална изложба Андре Бонжибо, Француска                  | [ 29 ]             |
| 2012 - Седмо међународно графичко триенале Битољ   | Самостална изложба Херман Хеблер, Норвешка                   | [ 30 ]             |
| 2015 - Осмо међународно графичко триенале Битољ    | Велика награда Тоијуки Сакута, Јапан                         | [ 31 ]             |
| 2015 - Осмо међународно графичко триенале Битољ    | Самостална изложба Венцеслав Антонов, Бугарска               | [ тражи се извор ] |
| 2015 - Осмо међународно графичко триенале Битољ    | Самостална изложба Албин Броновски, Словачка                 | [ 32 ]             |
| 2018 - Девето међународно графичко триенале Битољ  | Велика награда Даглас Бослеј, Сједињене Америчке Државе      | [ 33 ]             |
| 2018 - Девето међународно графичко триенале Битољ  | Самостална изложба Валерија Бертесина, Италија               | [ 34 ]             |

## Сврха и активности
Упознавање светске културе, представљањем уметника из целог света и њихових графичких уметничких дела. Афирмативни догађај у образовне и уметничке сврхе, естетско посматрање светске уметности.
Међународни триенале графичке уметности Битољ - МГТ Битољ један је од најважнијих културних догађаја на Балкан,европи и у свету,.